# Cikawao (Lengkong)
Cikawao is een bestuurslaag in het regentschap Kota Bandung van de provincie West-Java, Indonesië. Cikawao telt 9214 inwoners (volkstelling 2010).